# Felsritzungen von Old Bewick
Die Cup-and-Ring-Markierungen östlich des Dorfes Old Bewick und von Wooperton-Alnwick in Northumberland in England liegen auf einem Hügel. Es gibt keinen öffentlichen Weg zu den Felsritzungen. Bewick Moor ist ein wichtiger Ort in der Geschichte der britischen Felskunst, hier wurde in den 1820er Jahren zum ersten Mal die historische Bedeutung der Zeichen erkannt.

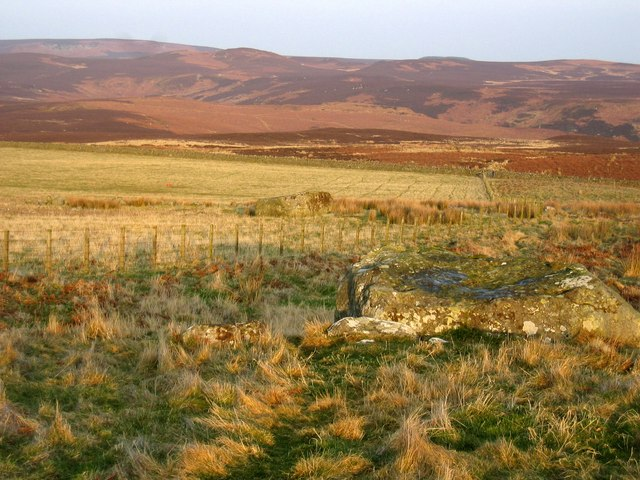
Old Bewick Carvings

## Beschreibung
Auf dem Bewick Moor liegt am Steilhang mit Blick auf den Fluss Till ein Doppelhillfort aus der Eisenzeit, das aus zwei benachbarten doppelten Halbkreiswällen besteht. Nordöstlich der Felsritzungen gibt es einige Cairns.
In der Nähe der Hügelspitze östlich des Hillforts sind auf zwei großen Felsblöcken die besten Petroglyphen zu finden. Ein Doppelschälchen und mehrere einfache sind von multiplen Ringschleifen bzw. konzentrischen Ringen umgeben. Schälchenreihen (englisch cups) markieren auch zwei vertikale Flächen des Aufschlusses (englisch outcrop).
Der wichtigste Stein ist ein großer Findling, auf dessen Oberseite sich neben natürlichen Mulden auch ein tiefer durch Menschenhand geformter Bullaun befindet. Lange Rillen beginnen und enden in den Schälchen. Mehrere Ringe und Bögen werden durch Rillen miteinander verbunden. Eine lange artifizielle Rille teilt die Felsritzung. Auf der linken Seite bildet ein Paar Tassen mit mehreren Ringen ein einzigartiges achtförmiges Design. Auch dieser Stein hat eine lange Reihe von Schälchen entlang der vertikalen Fläche.
In Richtung des Abhangs gibt es einen weiteren Aufschluss. Die Dekorationen sind hier einfacher und es gibt fünf Schälchen mit Ringen und einer langen, quer verlaufende Rille. Das Gestein hat eine unebene Oberfläche. Es gibt mehrere kleinere Aufschlüsse in der Gegend. Die Außenwand des Hillfort weist behauene Steine auf, die von ihren ursprünglichen Standorten versetzt wurden.

## Blawearie Cairn
Der Blawearie Cairn ist ein bronzezeitlicher Steinhügel. Er wurde 1866 und in den 1980er Jahren ausgegraben. Er ist einer von vielen Cairns in der Region, die Steinkisten enthalten.